# Vịnh Tam Á
Vịnh Tam Á (giản thể: 三亚湾; phồn thể: 三亞灣; Hán-Việt: Tam Á loan; bính âm: Sānyà Wān) là một trong năm vịnh lớn ở thành phố Tam Á, tỉnh Hải Nam, Trung Quốc. Nằm ở bờ biển phía nam Hải Nam, ngay phía nam thành phố Tam Á, nơi đây có bãi biển dài 22 km. Vịnh này được một bán đảo ở phía đông bao bọc. Trong vịnh có hai hòn đảo tên là Tây Đảo và Đông Đảo. Khu nghỉ dưỡng nhân tạo Đảo Phượng Hoàng nằm trong vịnh gần cuối phía đông của bãi biển.
Trong những năm gần đây, khi vùng nước của Vịnh Tam Á và những nơi khác được đề cập bên dưới đang trở nên trong hơn và sạch hơn, một số loài cá heo, bao gồm cả cá heo trắng Trung Quốc có nguy cơ tuyệt chủng, thỉnh thoảng xuất hiện dọc theo bờ biển, chúng không được coi là mục tiêu thu hút du lịch.

## Hình ảnh

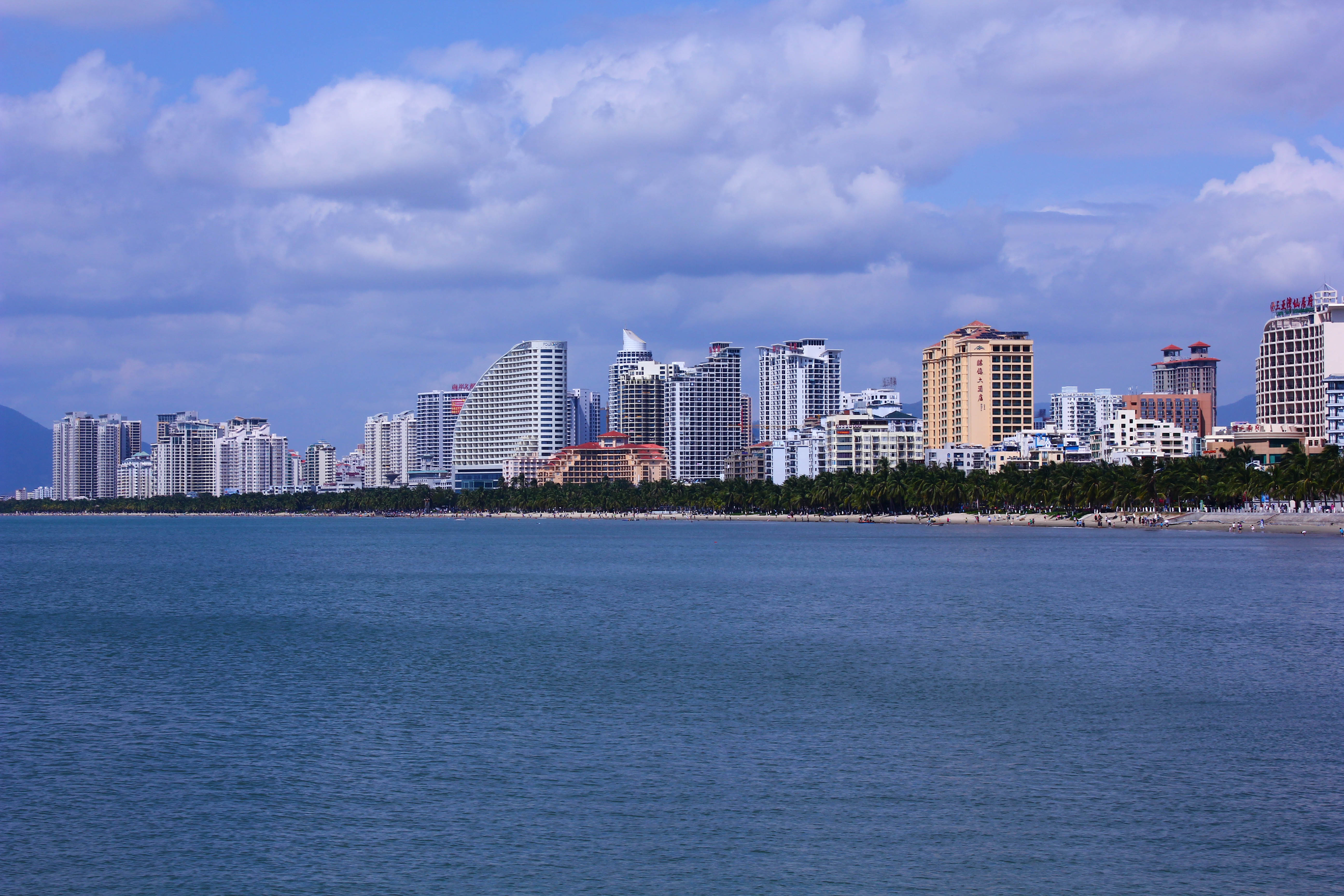
Ảnh chụp Vịnh Tam Á
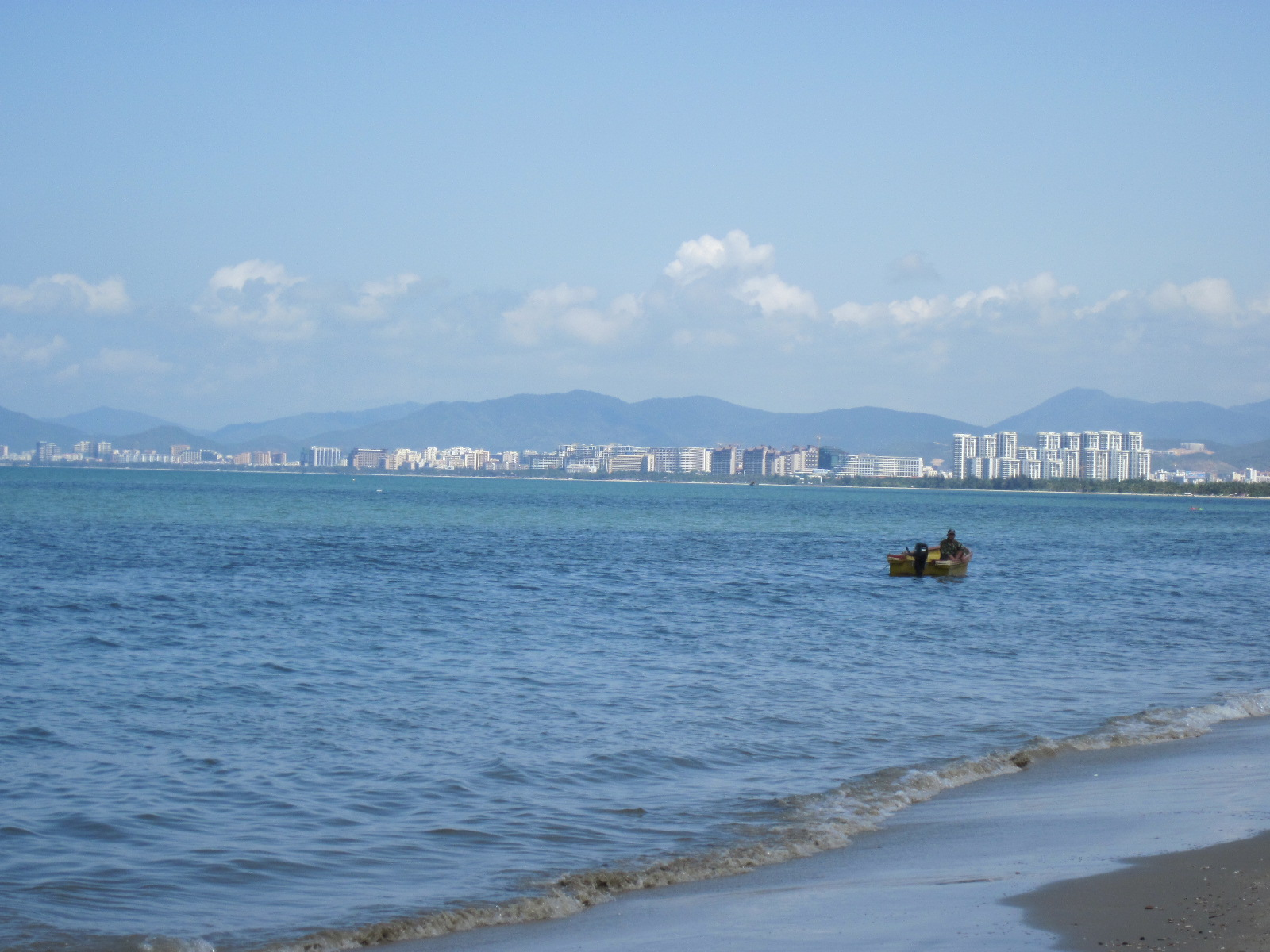
Ảnh chụp Vịnh Tam Á
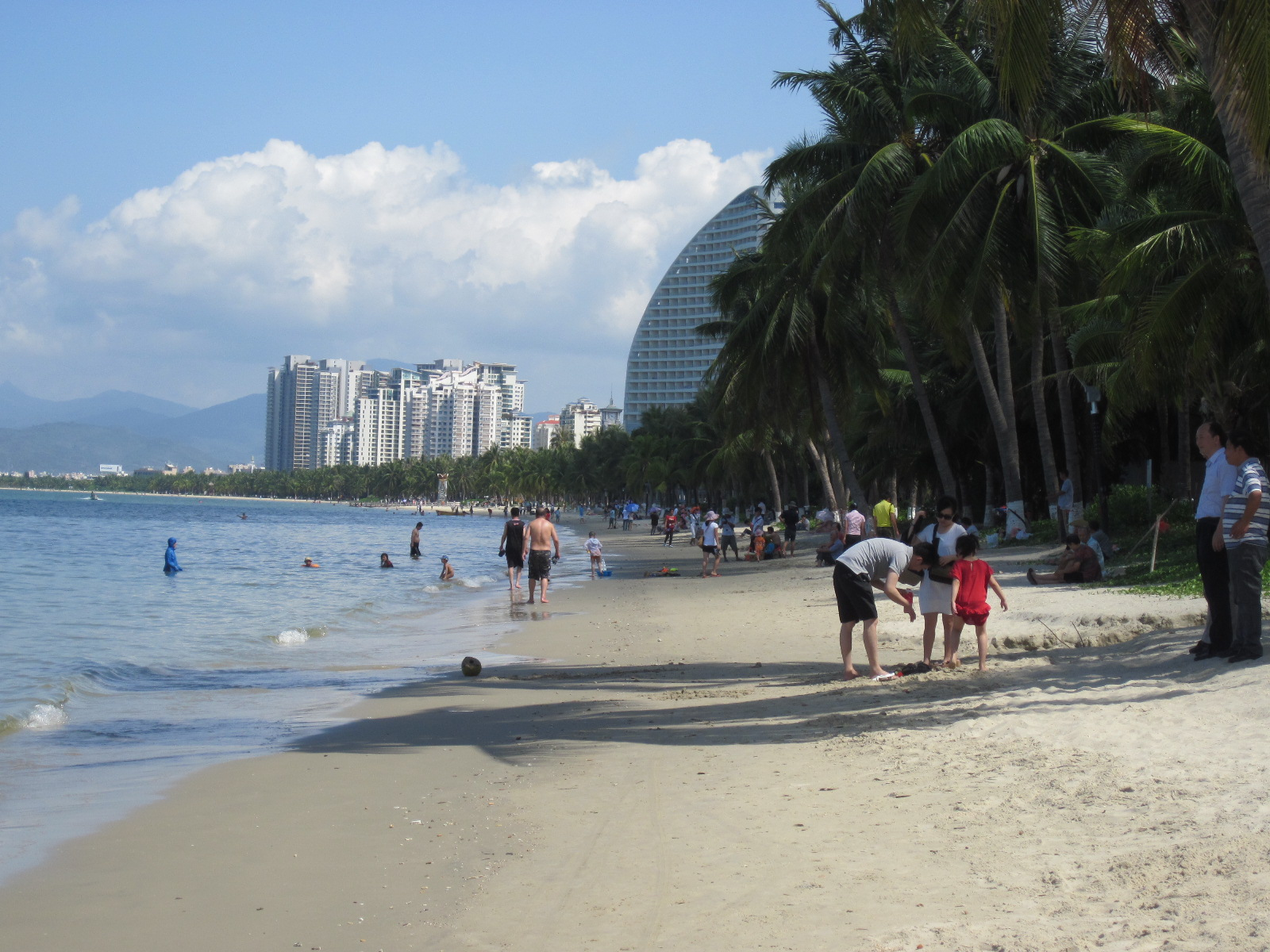
Ảnh chụp Vịnh Tam Á
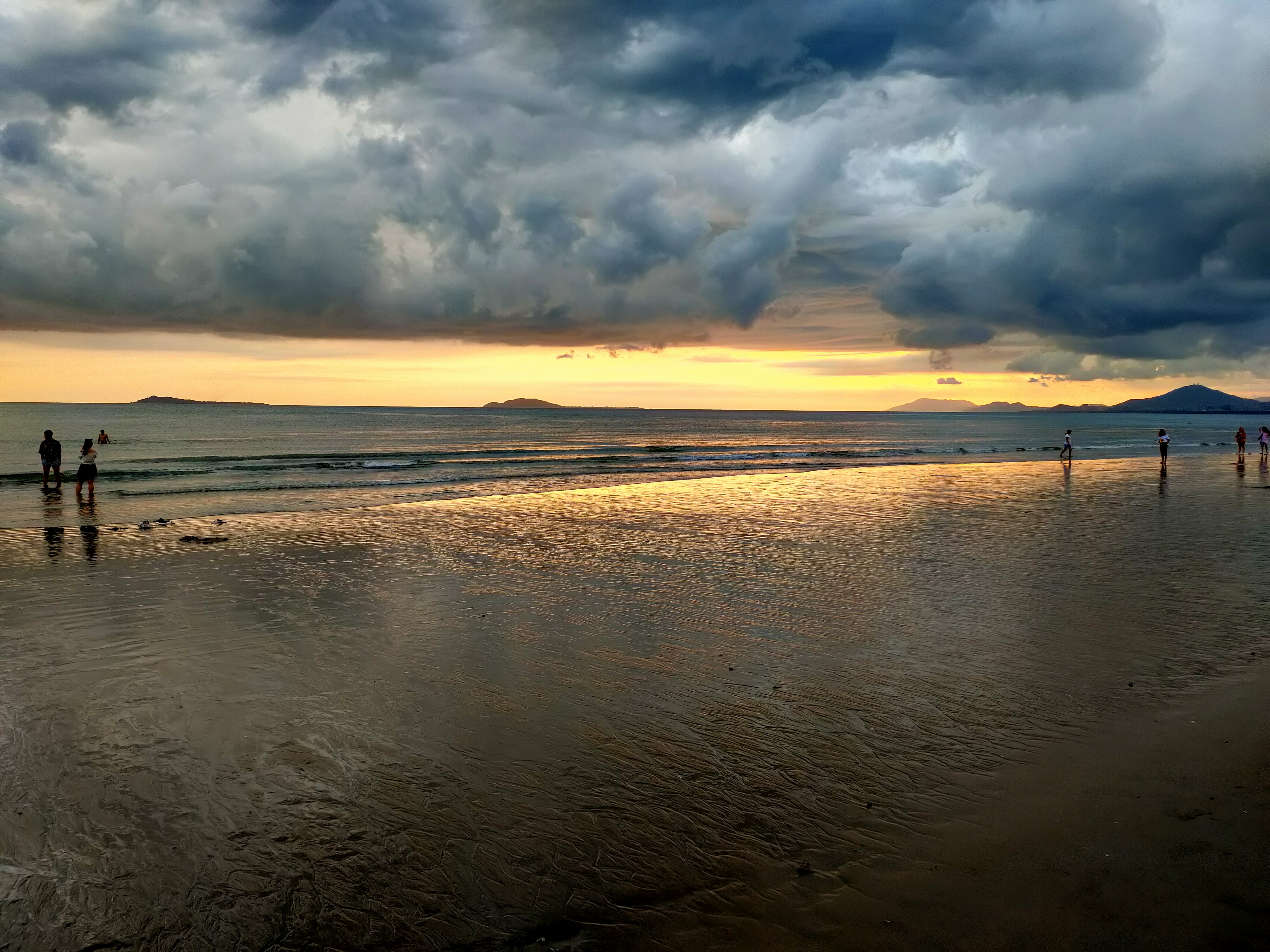
Hoàng hôn Vịnh Tam Á
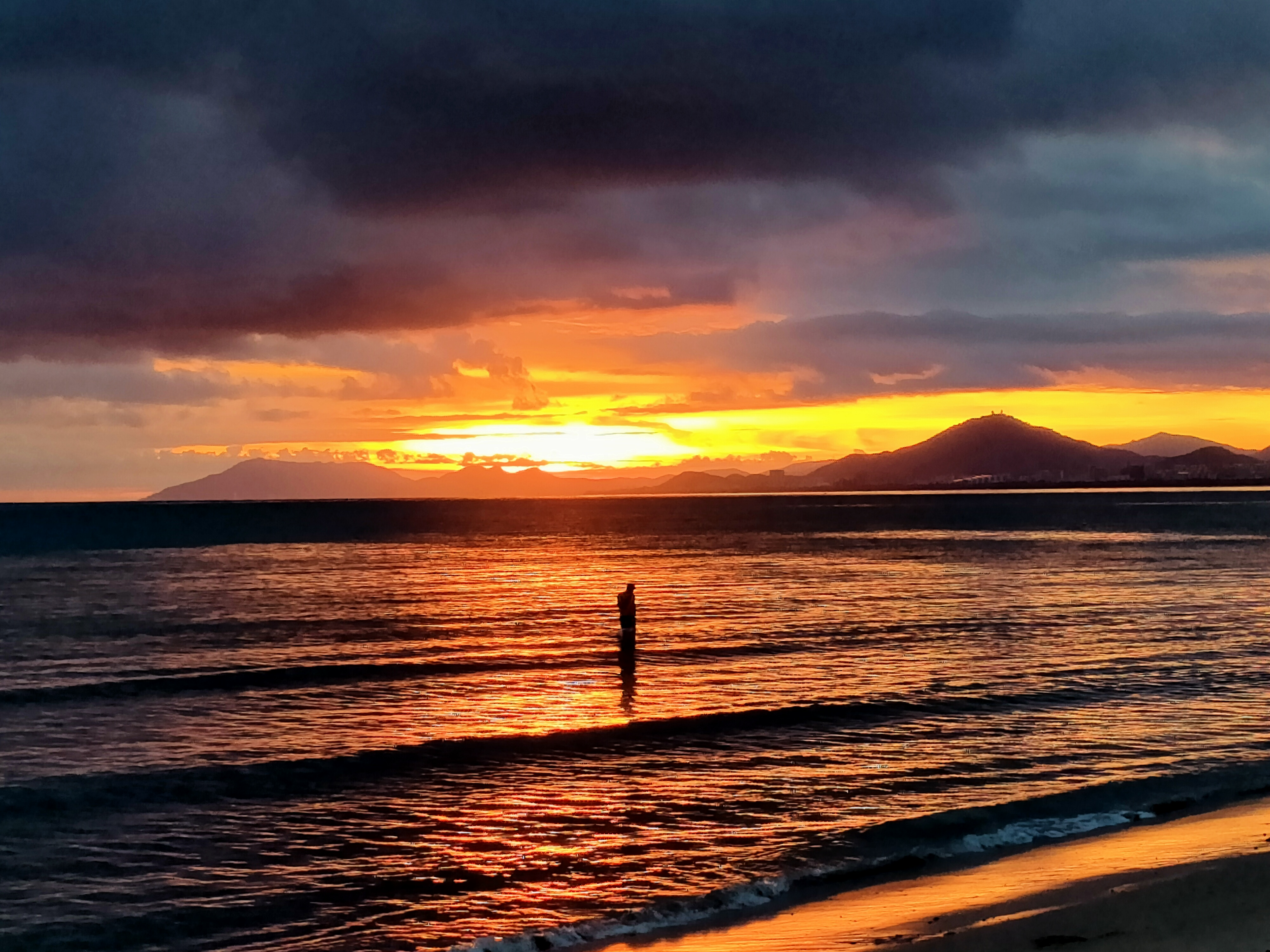
Hoàng hôn Vịnh Tam Á